# 1378 (km)
1378 (km) ist ein 2010 veröffentlichter Ego-Shooter von Jens M. Stober. Das Serious Game für mehrere Spieler wurde von dem damaligen Medienkunst-Studenten der Staatlichen Hochschule für Gestaltung Karlsruhe im Rahmen einer Vordiplomarbeit entwickelt und soll die Situation an der Grenze der DDR zur Bundesrepublik Deutschland nachempfinden. Der Titel ist von der Länge der Grenze abgeleitet. Das Spiel sollte ursprünglich am Tag der Deutschen Einheit veröffentlicht werden; nach Protesten wurde die Veröffentlichung auf den 10. Dezember 2010 verschoben. Das Spiel ist eine Total-Conversion-Mod des Computerspiels Half-Life 2.
Bis zu 16 Spieler können in 1378 (km) aus Sicht eines Soldaten der Grenztruppen der DDR im Jahr 1976 spielen. Als solcher ist es auch möglich, in die Rolle eines Republikflüchtlings zu schlüpfen. Das Erschießen eines Flüchtlings wird mit einem Verdienstorden der DDR belohnt, aber direkt danach mit einem Ende des Spiels durch einen Mauerschützenprozess im Jahr 2000 geahndet.

## Rezeption
Das Spiel wurde in den ersten zwei Monaten nach der Veröffentlichung etwa 50.000 Mal heruntergeladen, Am Tag des Releases kam es zum Zusammenbruch eines Download-Servers. Insgesamt wurde die Modifikation nach Angaben des Angaben seither 750.000 Mal heruntergeladen.
Das Spiel war in Ausstellungen in Museen wie dem Zentrum für Kunst und Medien, Museum für neue Kunst, Nam June Paik Art Center in Südkorea, Kunst- und Ausstellungshalle der Bundesrepublik Deutschland, DOX Prag oder dem Goethe-Institut weltweit als Teil einer Wanderausstellung zu sehen.

### Kritik
Die Bild bauschte das Spiel zu einem Skandal auf. Von Opferverbänden und Wissenschaftlern wurde das Spiel als geschmacklos und didaktisch nicht geeignet bezeichnet. Ein Verbot des Spieles wurde gefordert. In einer Stellungnahme verteidigten die zuständigen Professoren das Spiel, das auf Kuba, das in einer ähnlichen Situation ist, wie die frühere DDR, sehr gut angekommen und in Deutschland nur wegen Political Correctness und Common Sense als Zusammentreffen von Ego-Shooter und Schießbefehl zum Skandal geworden sei. Am 10. Dezember 2010 fand in der Hochschule für Gestaltung Karlsruhe eine öffentliche Diskussionsveranstaltung statt, bei der auch Opfer und Opferverbände zu Wort kamen. Prorektor Uwe Hochmuth betonte zum Abschluss der zweistündigen Veranstaltung, dass die HfG Karlsruhe weiterhin für den Dialog mit den Opfern offen sei. Der Premierenabend habe den Grundstein für eine Versachlichung der Diskussion gelegt.
Die Staatsanwaltschaft ermittelte gegen den Autor des Spiels wegen des Verdachts, dass das Spiel gegen die Menschenwürde verstoße, Gewalt verharmlose oder verherrlicht zu haben. Die Ermittlungen wurden eingestellt, da es keine Verdachtsmomente für strafbares Verhalten gebe.